# Кунсентміклош
Кунсентміклош (угор. Kunszentmiklós) — місто в медье Бач-Кішкун в Угорщині. Місто займає площу 172,11 км² , на якій проживає 9028 жителів.
| Угорщина | Це незавершена стаття з географії Угорщини. Ви можете допомогти проєкту, виправивши або дописавши її. |